# Regata de El Palo
La regata de El Palo es una competición deportiva de remo que se celebra anualmente en las playas del barrio de El Palo de la ciudad de Málaga (España), siendo una de las pruebas clasificatorias de la liga de jábegas. También es conocida como Gran Premio de El Palo.

## Palmarés
| Año  | Ganador, embarcación                         | Segundo, embarcación                         | Tercero, embarcación                         |
| 2011 | Real Club Mediterráneo, con la María Juliana | CDR Cala del Moral, con la Virgen del Cármen |                                              |
| 2010 | Real Club Mediterráneo, con la María Juliana |                                              |                                              |
| 2009 | Real Club Mediterráneo, con la María Juliana | CD Rebalaje, con la Cordela                  | ARP Pedregalejo, con la Almogeura            |
| 2008 |                                              |                                              |                                              |
| 2007 | CD San Andrés, con la San Andrés             | ARP Pedregalejo, con la Traya                | Real Club Mediterráneo, con la María Juliana |